# Kazimierz Samuel Drucki Sokoliński
Kazimierz Samuel (Pietr Samojłowicz) Drucki Sokoliński herbu Drucki Sokoliński (zm. w 1669 roku) – pisarz grodzki smoleński w 1654 roku, dworzanin Jego Królewskiej Mości.
Był w kompucie obrońców Smoleńska w 1654 roku.